# Exoprosopa ignifera
Exoprosopa ignifera är en tvåvingeart som först beskrevs av Walker 1849.  Exoprosopa ignifera ingår i släktet Exoprosopa och familjen svävflugor. Inga underarter finns listade i Catalogue of Life.